# Henric de Monte Sant'Angelo
Henric (d. probabil 21 decembrie 1102) a fost nobil normand din sudul Italiei, devenit conte de Monte Sant'Angelo, având sediul la Foggia, începând din noiembrie 1081.
Henric era cel de al doilea fiu al contelui Robert de Lucera cu Gaitelgrima, fiica principelui longobard Guaimar al IV-lea de Salerno. Identitatea tatălui său este obiect de dezbatere. Acesta a fost fie aceeași persoană cu un anume Robert care a fost conte de Devia între 1054 și 1081, fie un fiu al contelui Asclettin de Aversa, din dinastia normandă Drengot și frate al principelui Richard I de Capua. Mama lui Henric se deduce în baza unuia dintre documentele lui Henric din 1098, care îl numește Guaimar al IV-lea drept avi mei.
Henric a avut un frarte mai mare, Richard, care a fost conte de Monte Sant'Angelo între 1072 și 1077 și care a murit înainte de martie 1083. De asemenea, a avut și un frate mai tânăr, Guillaume, precum și o soră, Gaita, căsătorită cu Rao de Devia.
Henric a fost probabil același cu personajul care s-a răsculat între 1079 și 1080 împotriva ducelui de Apulia Robert Guiscard. Cu certitudine, el a participat la răscoala care a cuprins Apulia în 1081, în ajunul primei campanii a lui Guiscard din Balcani. Această din urmă răscoală l-a avut în frunte pe contele Godefroi de Conversano și a fost susținută de împăratul bizantin Alexios I Comnen, însă a fost reprimată înainte de 1083. În orice caz, din timpul insurecției, Henric și-a afirmat supunerea față de Bizanț. Astfel, între martie 1083 și iunie 1086, el și-a datat hrisoavele în funcție de anii de domnie ai lui Alexios I.
În iunie 1087, Henric apare ca fiind prezent în tabăra ducelui Roger Borsa, părându-se astfel că a trecut peste diferendele cu membrii familiei Hauteville. Într-adevăr, el s-a menținut în buna raporturi cu Borsa, fiul lui Guiscard. În 1088, el a fost prezent la acordarea de către duce a unei donații către Santa Trinità di Venosa, imitând gestul în 1089. Henric a fost un prolofic donator pentru mănăstirile benedictine, înzestrând, pe lângă Venosa, și Montecassino, La Trinità della Cava, Santa Sofia din Benevento și San Giovanni in Lamis.
Pentru fiecare an din intervalul dintre 1089 și 1096, în afară de 1091, toate documentele sale utilizează datarea imperială. Pe parcursul acestei perioade, autoritatea sa teritorială a atins maxima extindere, cuprinzând aria de la Lucera la Fiorentino, Vaccarizza și Siponto, de-a lungul coastei Gargano de la Vieste la Rodi și Cagnano și de la San Nicandro până la promontoriu, Rignano și Capitanate.
În 1098, el a donat pământul din afara zidurilor din jurul Monte Sant'Angelo către unchiul său, Ioan, abate de Curte, fiul lui Guaimar al IV-lea de Salerno, în vederea construirii unui ospiciu. Acest act a avut aprobarea papei Pascal al II-lea în ianuarie 1100.
Henric a murit nu la multă vreme după aceea, fiind succedat de fratele său Guillaume. În octombrie 1104, Roger Borsa l-a asediat pe Guillaume și l-a alungat, desființând comitatul de Monte Sant'Angelo.
În 1086, Henric se căsătorise cu Adelicia (d. înainte de 1096), fiică a contelui Roger I de Sicilia, însă nu a avut niciun urmaș cu aceasta.